# محمد علي عبد الجليل
محمد علي عبد الجليل (1973-) هو كاتب ومترجم وخطاط. ولد عبد الجليل عام 1973، في بلدة رنكوس في ريف دمشق ويعمل الآن أستاذا وباحثاً في جامعة آكس مرسيليا في فرنسا.

## السيرة الذاتية
ولد محمد عبد الجليل عام 1973م في محافظة ريف دمشق، وأكمل الدراسات الجامعية العليا في قسم الترجمة للغة الفرنسية في جامعة دمشق. عمل في سوريا لعشر سنوات، ومنها انتقل إلى فرنسا حيث أكمل ماجستير ودكتوراه حتى عام 2017،  قدم أطروحة درجة الفلسفة بعنوان:«المنهج متعدد المعاني والترجمة للقرآن. سوة الحج نموذجا» ([Approche polysémique et traductologique du Coran. La sourate XXII (Al-Ḥajj [le pèlerinage]) comme modèle] خطأ: {{اللغة}}: وسم لغة غير متعرف عليه: فر (مساعدة)).
يعمل عبد الجليل باحثاً في معهد البحوث والدراسات حول العالَم العربي والإسلامي (IREMAM) في فرنسا. وفي جامعة جامعة آكس مرسيليا.

## أعماله

### مؤلفات
ينشر المؤلف مقالاته في الحوار المتمدن ومجلة معابر. وترجم عدة كتب من الفرنسية إلى العربية منها:

| الغلاف | اسم الكتاب | المؤلف        | سنة النشر للكتاب الأصلي | سنة نشر الترجمة | مرجع     |
| ------ | --- | ------------- | ----------------------- | --------------- | -------- |
|        | اللاعنف في التربية (بالفرنسية: Lexique de la non-violence)                                                                                  | جان ماري مولر | 1988                    | 2007            | [ ar 3 ] |
|        | سيمون فايل: مختارات (بالإنجليزية: Simone Weil: An Anthology)                                                                                | سيمون فايل    | 1986                    | 2009            | [ ar 4 ] |
|        | التجذر: تمهيد لإعلان الواجبات تجاه الكائن الإنساني (بالفرنسية: L'enracinement : prélude à una déclaration des devoirs envers l'être humain) | سيمون فايل    | 1949                    | 2009            | [ ar 5 ] |
|        | غاندي المتمرد: ملحمة مسيرة الملح (بالفرنسية: Gandhi : la sagesse de la non-violence)                                                        | جان ماري مول  | 1994                    | 2011            | [ ar 6 ] |

### لوحات خط

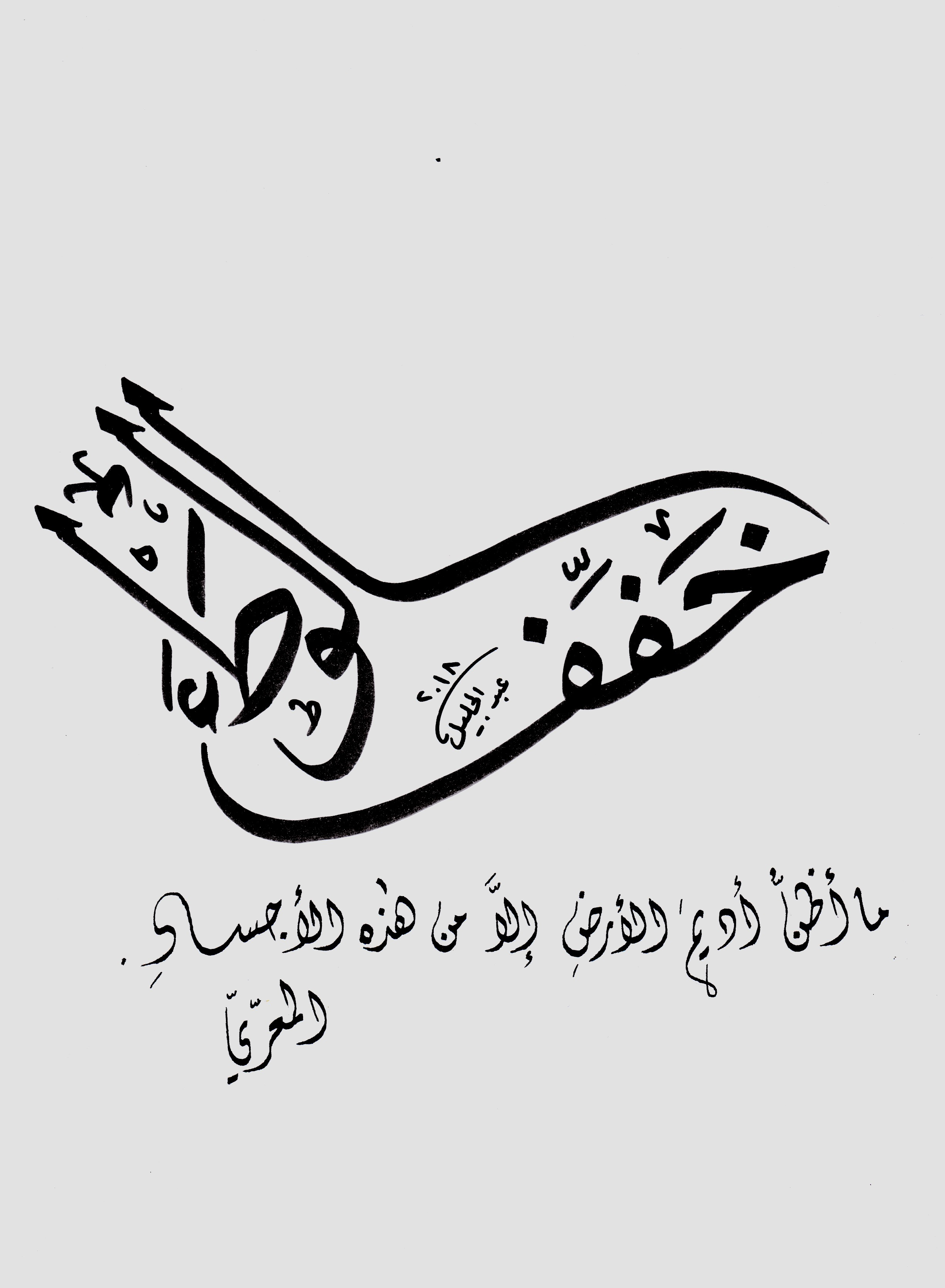
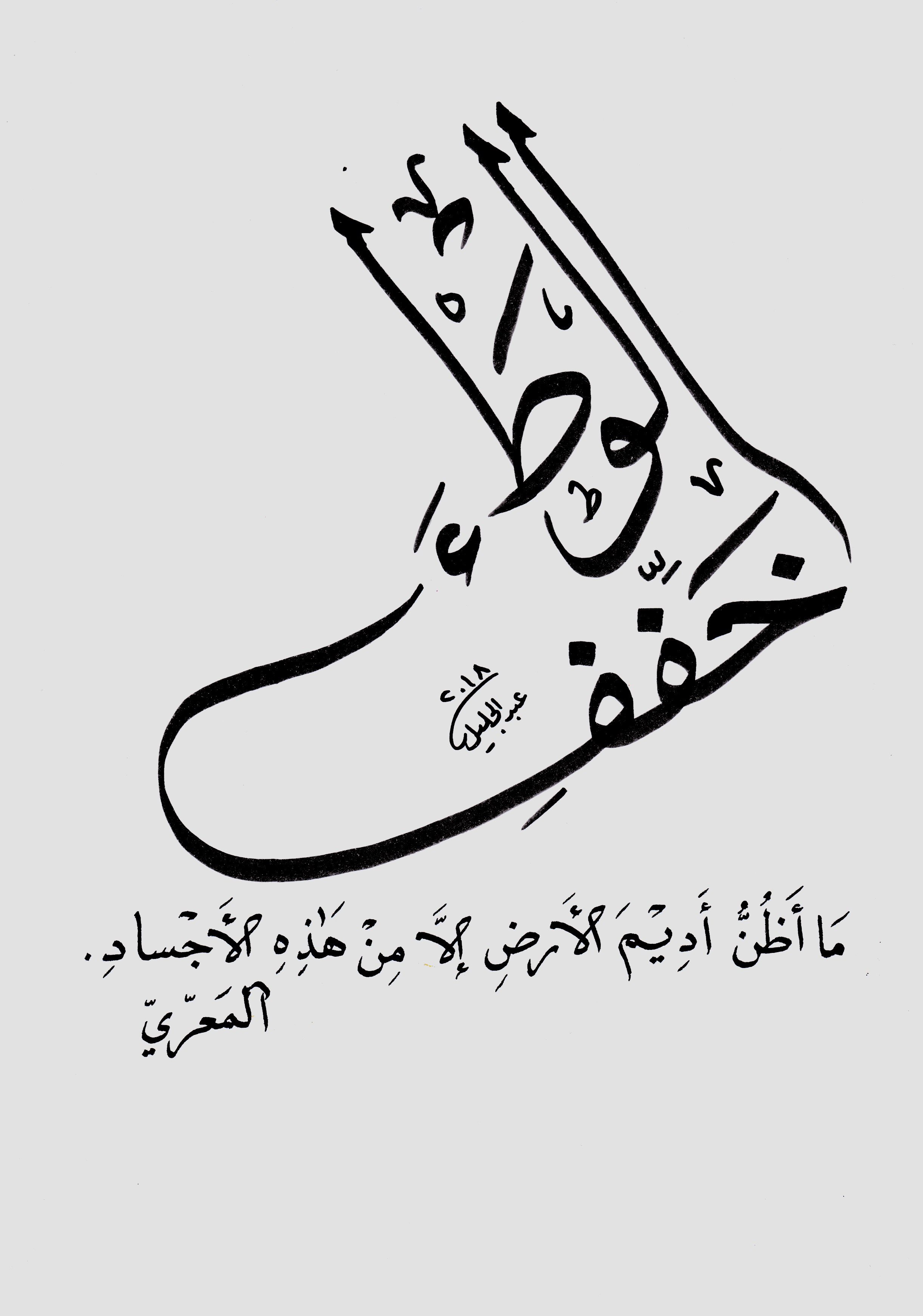